# Psychotria verschuerenii
Psychotria verschuerenii är en måreväxtart som beskrevs av De Wild.. Psychotria verschuerenii ingår i släktet Psychotria och familjen måreväxter. Inga underarter finns listade i Catalogue of Life.